# سباق طواف فرنسا 1949
سباق طواف فرنسا 1949 من سلسلة سباقات سباق طواف فرنسا. أقيم هذا السباق في تاريخ 30 يونيو - 24 يوليو 1949 على 21 مراحل. بعد مرور 145 ساعة و36 دقيقة و56 ثانية وبعد طي 4808 كم بمتوسط 32.121 كم في الساعة فاز بالميدالية الذهبية فاوستو كوبي من إيطاليا، فيما حصد جينو بارتالي من إيطاليا الميدالية الفضية، وكانت الميدالية البرونزية من نصيب جاك مارينيللي من فرنسا.

## الميداليات
| ذهب                   | فضة                    | برونز                 |
| فاوسطو كوبي - إيطاليا | جينو بارتالي - إيطاليا | جاك مارينيللي - فرنسا |